# هوارد ماكغي
هوارد ماكغي (بالإنجليزية: Howard McGhee)‏ هو عازف جاز أمريكي، ولد في 6 مارس 1918 في تلسا في الولايات المتحدة، وتوفي في 17 يوليو 1987 في نيويورك في الولايات المتحدة.

## وصلات خارجية
- هوارد ماكغي على موقع IMDb (الإنجليزية)
- هوارد ماكغي على موقع ميوزك برينز (الإنجليزية)
- هوارد ماكغي على موقع أول ميوزيك (الإنجليزية)
- هوارد ماكغي على موقع ديسكوغز (الإنجليزية)